# Ужанська жупа

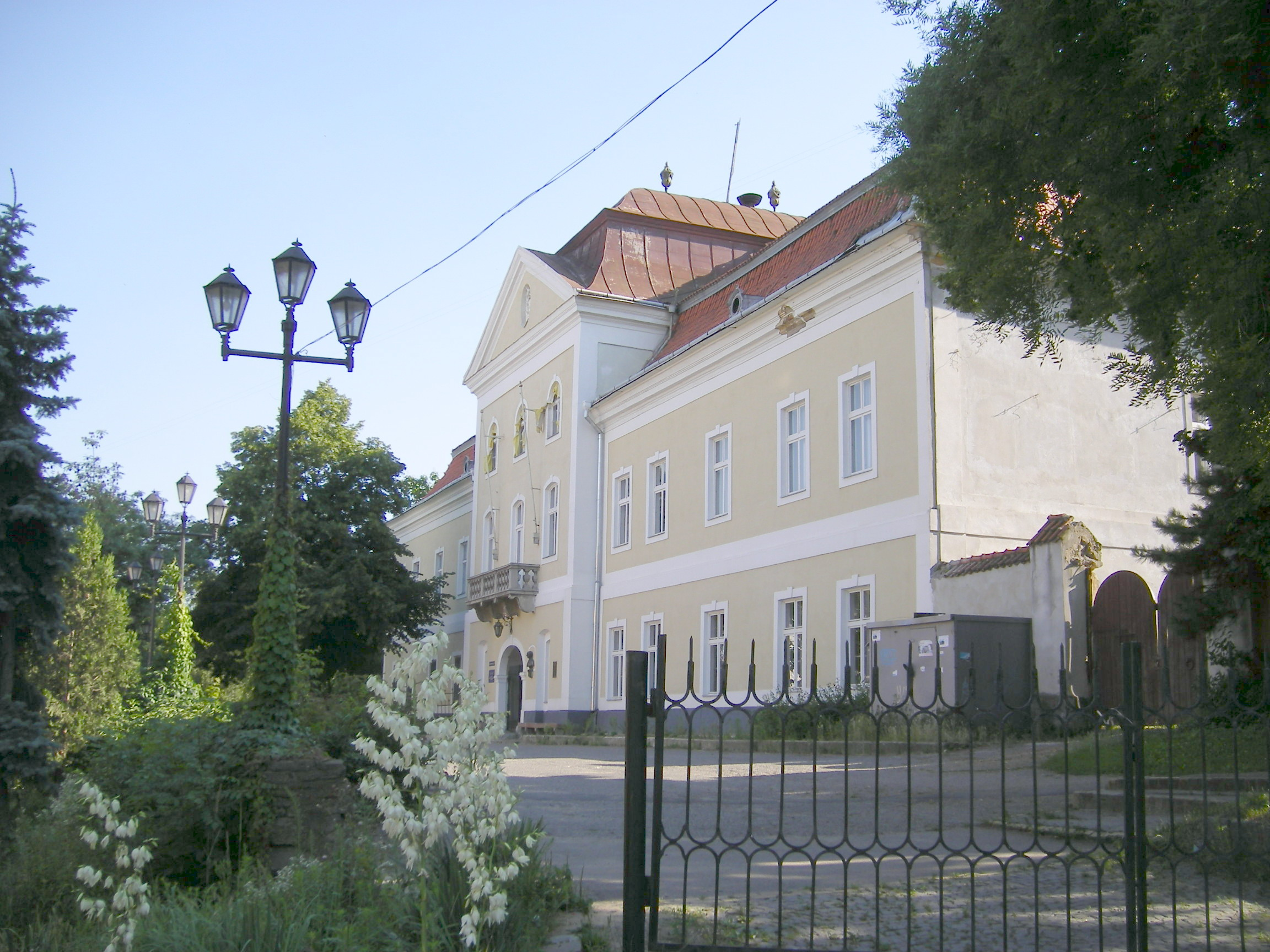
Будинок жупанату в Ужгороді

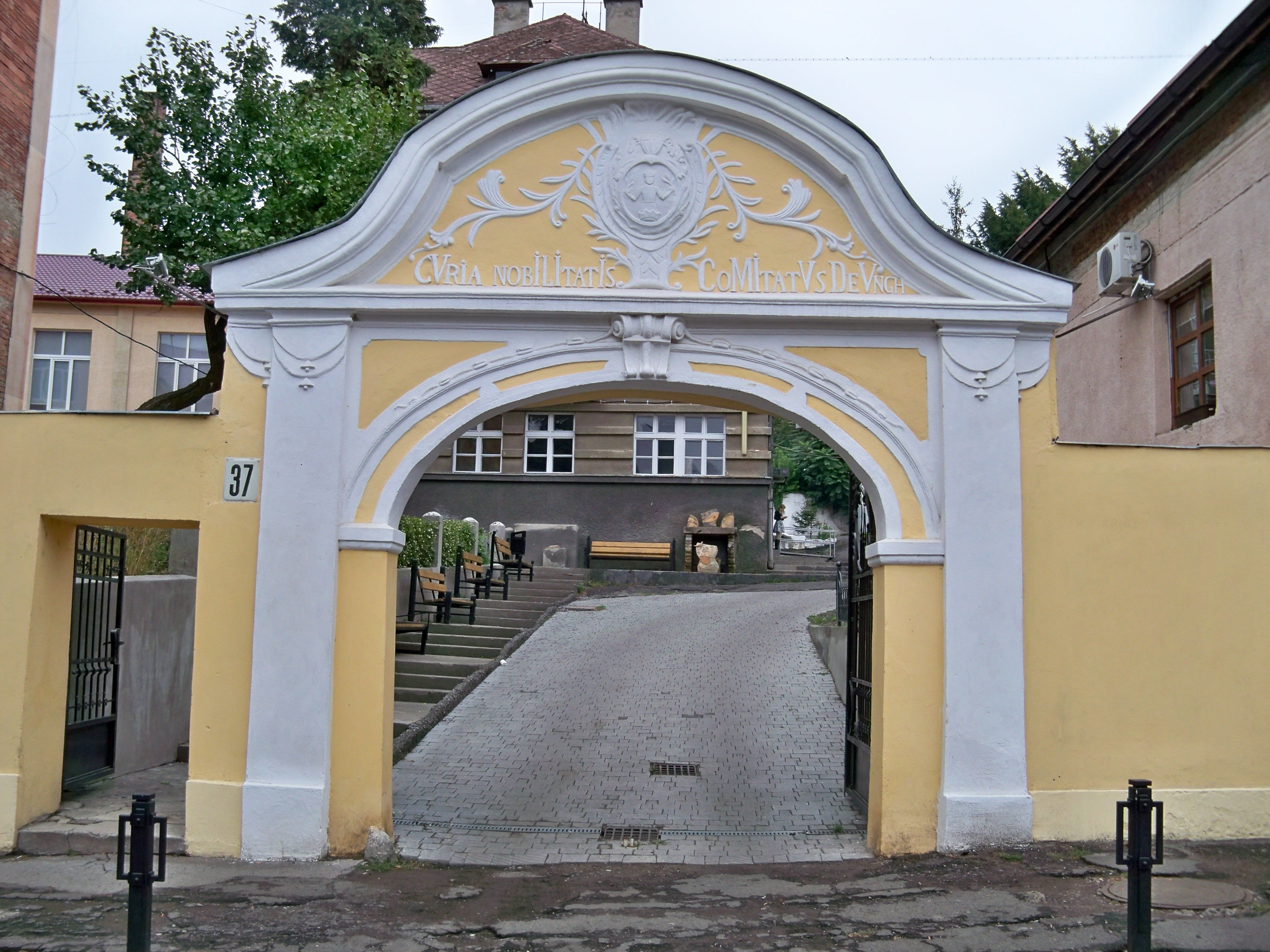
Ворота колишнього управління Ужанського комітату та будинок, Ужгород, вул. Волошина, 37

Унг, У́нґський коміта́т, Ужа́нський коміта́т (угор. Ung vármegye, лат. comitatus Unghensis) — історичний комітат в північно-східній частині Угорського королівства, який межував з австрійською провінцією Галичина на півночі, з комітатом Земплін на заході, Березьким комітатом на сході та Саболцьким — на півдні. В наш час 2/3 території входять до складу Закарпатської області України, 1/3 — до Михайловецького та Собранецького районів Словаччини. Адміністративним центром був Ужгород. Комітат існував до 1919 року.

## Географія

Землі ужанської жупи зафарбовано синім

З півночі територія комітату Унг була обмежена хребтами Карпат, з півдня — річками Тиса та Латориця, із заходу — Лаборцем. 1910 року територія комітату становила 3 230 км².

## Історія
Унг був одним з найстаріших комітатів Угорського королівства.
Після утворення ЗУНР українська етнічна частина комітату повинна була увійти до її складу згідно з «Тимчасовим основним законом» від 13 листопада 1918 року.
Після поразки Австро-Угорщини у Першій Світовій війні та її розпаду 1918 року, згідно з Тріанонським договором 1920 року, майже вся територія комітату відійшла до Чехословацької республіки, невелика частина біля міста Загонь відійшла до Угорщини. У складі Чехословацької республіки територія була розділена між чехословацькими землями — Підкарпатською Руссю та Словаччиною. 1938 року західна частина комітату була зайнята Угорським королівством, а 1944 року — Червоною Армією. 1945 року Підкарпатська Русь відійшла до СРСР, західна частина, що носила назву Східний Земплін, залишилася в Словаччині.

## Населення
Внаслідок переведення початкових шкіл з української мови на угорську протягом 19 століття — з 1810 по 1910 роки більш ніж удвоє знизилась частка русинів-українців у населенні комітату Унг.
1810 року їх було тут 88,5 %, 1840 — вже 53,6 %, а у 1857 — лише 51,0 %. 1910 року українців залишалося вже тільки 38.1 %. Це було наслідком мадяризації та словакізації русинів-українців.
| Частка українців у населенні комітата Унґ по роках | Частка українців у населенні комітата Унґ по роках |
| Рік                                                | Відсоток                                           |
| -------------------------------------------------- | -------------------------------------------------- |
| 1795                                               | 88,5 %                                             |
| 1810                                               | 88,5 %                                             |
| 1840-ві                                            | 53,6 %                                             |
| 1857                                               | 51,0 %                                             |
| 1900                                               | 36.4 %                                             |
| 1910                                               | 38.1 %                                             |

### 1900
Кількість жителів комітату Унг 1900 року нараховувала 153 266 тис.осіб і складалася з наступних мовних спільнот, серед них:
Населення:
- Русини: 55 742 (36.4 %)
- Угорці: 46 306 (30.2 %)
- Словаки: 42 876 (28.0 %)
- Німці: 7 099 (4.6 %)
- Румуни: 199 (0.1 %)
- Хорвати: 192 (0.1 %)
- Серби: 3 (0.0 %)
- Інші або невідомо: 849 (0.6 %)

За даними перепису 1900 року, комітат складався з наступних релігійних громад:
Релігійні громади:
- Греко-католики: 83 936 (54.8 %)
- Католики: 32 904 (21.5 %)
- Кальвіністи: 19 003 (12.4 %)
- Євреї: 16 776 (10.9 %)
- Лютерани: 562 (0.4 %)
- Православні: 56 (0.0 %)
- Унітарії: 12 (0.0 %)
- Інші або невідомо: 17 (0.0 %)

### 1910
Кількість жителів комітату Унг в 1910 року нараховувала 162 089 осіб, серед них:
- Русини: 61 711 (38.1 %)
- Угорці: 53 824 (33.2 %)
- Словаки: 36 364 (22.4 %)
- Німці: 8 383 (5.2 %)
- Румуни: 133 (0.1 %)
- Серби: 8 (0.0 %)
- Інші або невідомо: 1 584 (1,0 %) — (євреї та цигани).

За даними перепису 1910 року, округ складався з наступних релігійних громад:
Релігійні громади:
- Греко-католики: 89,149 (55.0 %)
- Католики: 34,549 (21.3 %)
- Кальвіністи: 20,092 (12.4 %)
- Євреї: 17,587 (10.9 %)
- Лютерани: 582 (0.3 %)
- Православні: 90 (0.1 %)
- Унітарії: 21 (0.0 %)
- Інші або невідомо: 19 (0.0 %)

## Адміністративний поділ
В 1773 році існували три райони: Ужгородський, Собранецький та Капушанський.
| Округи                                 | Округи           |
| Округ                                  | Адм. центр       |
| -------------------------------------- | ---------------- |
| Надьберезна (угор. Nagybereznai járás) | Великий Березний |
| Надькапош (угор. Nagykaposi járás)     | Вельке Капушани  |
| Перечень (угор. Perecsenyi járás)      | Перечин          |
| Середнє (угор. Szerednyei járás)       | Середнє          |
| Собранц (угор. Szobránci járás)        | Собранці         |
| Унґвар (угор. Ungvári járás)           | Ужгород          |
| Вільне місто                           |                  |
| Ужгород                                |                  |

## Герб
Становить собою щит французької форми, розітнутий на блакить та червень, над яким знаходиться сталевий лицарський шолом, увінчаний триріжковою дворянською короною. Над щитом знаходиться намет синього та червоного кольору, підбитий сріблом та золотом. У верхньому блакитному полі щита знаходиться постать лицаря у сталевій броні та золотій триріжковій короні, який тримає в руках по три золоті колоски пшениці. Перед постаттю лицаря — також золота дворянська триріжкова корона. У нижньому червоному полі щита — дві срібні смуги.
Цей герб і досі прикрашає барокову арку, зведену перед будівлею старого комітатського будинку (жупанату), спорудженого 1769 року в Ужгороді. Сам будинок розібраний у 1930-х роках. Також герб можна побачити і на фронтоні нового комітатського будинку, зведеного 1809 року.